# Narodni park Kolsajska jezera
Narodni park Kolsajska jezera (kazaško Көлсай көлдері ұлттық паркі, Kölsai kölderı ūlttyq parkı) leži na severnem pobočju gorovja Tjanšan, jugovzhodni Kazahstan (10 km od meje s Kirgizistanom). Glavna značilnost parka, ki ga pogosto imenujejo biseri Tjanšana, so Kolsajska jezera, ki so med okrožjem Raijmbek in okrožjem Talgar v regiji Almati. V parku je tudi slikovito jezero Kaindi. Meja parka je 120 kilometrov jugovzhodno od Almatija. Jezera so plazovito-tektonskega izvora, približno nastala v letih 1887 in 1911 na rekah Kaindi in Kolsaj.

## Zavarovanje
Pomemben del poslanstva parka je varstvo narave, saj je 72 % ozemlja pod strogim varstvom, 13 % pa je namenjenega turizmu in rekreaciji. UNESCO vključuje park v svetovno mrežo biosfernih rezervatov.

## Topografija
Jezera parka so nanizana vzdolž reke Kolsaj, ki teče od juga proti severu iz Tjanšana. Dve verigi Tjanšana prispevata vode: veriga Küngöy Ala-Too in Trans-Ili Alatau. Glavna jezera so:
- Spodnje Kolsajsko jezero. Naravni gorski rezervoar, ki je nastal zaradi zemeljskih plazov, ki blokirajo reko Kolsaj. Spodnje jezero je dolgo približno 1 km, široko 400 metrov in globoko 80 metrov. Dostopno je po cesti in ima gostišča in kampe. (nadmorska višina: 1818 metrov).

- Srednje Kolsajsko jezero (Minzholki - kar pomeni '1000 let'). Pet kilometrov gorvodno od spodnjega jezera je srednje največje od treh in doseže globino 50 metrov. (nadmorska višina: 2252 metrov). Velja za najbolj slikovito izmed treh Kolsajskih jezer.

- Zgornje Kolsajsko jezero. Šest kilometrov nad srednjim jezerom je zgornje jezero obdano s smrekami in alpskimi travniki. Od prelaza Sara-Buluk in Kirgizistana je oddaljeno 6 km. (nadmorska višina: 2850 metrov).

- Jezero Kaindi je 11 km vzhodno od Kolsajskih jezer ob reki Čilik. Jezero je znano po zrcalno gladkem odsevu in sestojih mrtvih smrekovih debel, ki se dvigajo iz vode. Nastalo je leta 1911 (ko je potres povzročil zemeljski plaz, ki je blokiral en konec soteske).[6]

## Ekoregija
Zavarovano območje Kolsajskih jezer je šele pred nekaj leti postalo odprto za vse, ki ga želijo obiskati, zato je tukaj narava ohranjena v neokrnjeni obliki. Park leži v ekoregiji gorske stepe in travnikov Tjanšan (WWF št. 1019), ki pokriva srednjo in višjo nadmorsko višino gorovja Tjanšan v Srednji Aziji. Na tem območju pade dovolj dežja za vzdrževanje travnikov in gozdov. Prav tako zaradi svoje izoliranosti neguje številne redke rastlinske in živalske vrste.

## Podnebje
Podnebje na območju Kolsajskih jezer je bilo opisano kot »vlažno celinsko podnebje, hladni poletni podtip« (Köppnova podnebna klasifikacija Dfb). Za podnebje v regiji so značilna velika nihanja temperature, tako dnevne kot sezonske, z milimi poletji in mrzlimi zimami. Julija se lahko temperature gibljejo od 30 °C podnevi do –5 °C ponoči.

## Rastline in živali
Območje je ekološko čisto in bogato z divjimi rastlinami, med katerimi so mnoge tudi zdravilne. Med redke lokalne rastline sodijo: marelica, češmin, glog in Alberta iris. Na celotnem območju Kolsajskih jezer se v iglastih gozdovih po močnem deževju pojavijo različne gobe. Znanstveniki so v parku zabeležili 704 vrst rastlin (12 jih je razvrščenih kot redkih). 
Pri živalih je v parku zabeleženih 50 vrst sesalcev, 197 vrst ptic, 2 vrsti plazilcev, 2 vrsti dvoživk (zelena krastača in žaba süyirtumsıq) in 2 vrsti rib (šarenka in tibetanski goli kökbas). Šest sesalcev, ki jih najdemo v parku, je razvrščenih kot redkih v Kazahstanu, vključno s tjanšanskim rjavim medvedom (U. a. isabellinus), srednjeazijsko rečno kamşatı, turkestanskim risom (Lynx lynx isabellinus), snežnim leopardom, tjanšanskim argalom in kuno belico.

## Turizem
V bližnji vasi Sati so gostišča in kampi. Obstaja 25 km dolga pohodniška pot, ki se začne pri spodnjem jezeru, nadaljuje ob jezerih in se pomakne čez prelaz Sary-Bulak (3278 m). Pot traja tri dni peš ali en dan s konjem. Kolsajska jezera so priljubljena gorska turistična destinacija v regiji. Pohodniške poti do jezer so razmeroma dostopne za začetnike. Priljubljene dejavnosti na tem območju vključujejo piknike, jahanje in gorsko kolesarjenje. Od aprila do konca septembra so standardna obdobja za kampiranje na tem območju.